# Velîkîi Sambir, Konotop
Velîkîi Sambir (în ucraineană Великий Самбір) este localitatea de reședință a comunei Velîkîi Sambir din raionul Konotop, regiunea Sumî, Ucraina.

## Demografie
Componența lingvistică a localității Velîkîi Sambir
     Ucraineană (94,87%)
     Rusă (4,63%)
     Alte limbi (0,42%)
Conform recensământului din 2001, majoritatea populației localității Velîkîi Sambir era vorbitoare de ucraineană (94,87%), existând în minoritate și vorbitori de rusă (4,63%).